# Л
Das El (Л und л) ist ein Buchstabe des kyrillischen Alphabets. Im russischen Alphabet ist es der dreizehnte, im bulgarischen Alphabet der zwölfte Buchstabe. Der Buchstabe stellt den Laut /⁠l⁠/ dar, palatalisiert /lʲ/.
Seinen Ursprung findet der Buchstabe im griechischen Alphabet, der Ursprungsbuchstabe ist dort Lambda. Besonders in geschriebener Schrift lässt sich der Bezug zwischen den beiden Buchstaben noch gut erkennen. Л weist starke Ähnlichkeiten mit dem Buchstaben П auf, der jedoch für das P steht. Sein Gegenstück in der lateinischen Schrift findet Л in dem Buchstaben L.

## Zeichenkodierung
| Standard  | Standard    | Majuskel Л                 | Minuskel л               |
| --------- | ----------- | -------------------------- | ------------------------ |
| Unicode   | Codepoint   | U+041B                     | U+043B                   |
| Unicode   | Name        | CYRILLIC CAPITAL LETTER EL | CYRILLIC SMALL LETTER EL |
| UTF-8     | UTF-8       | D0 9B                      | D0 BB                    |
| XML/XHTML | dezimal     | &#1051;                    | &#1083;                  |
| XML/XHTML | hexadezimal | &#x041B;                   | &#x043B;                 |